# De tovenaarsleerling (hoorspel)
De tovenaarsleerling is een hoorspel van Walter Kappacher. Der Zauberlehrling werd op 27 december 1979 door de Hessischer Rundfunk uitgezonden. Otto Dijk vertaalde het en de NCRV zond het uit in het programma Literama woensdag op woensdag 21 juli 1982. De regisseur was Johan Wolder. Het hoorspel duurde 25 minuten.

## Rolbezetting
- Hans Ligtvoet (de jonge Bodo)

## Inhoud
De technische verworvenheden van de wereld der volwassenen vinden hun op schaal verkleinde overeenkomst in het speelgoed van de kinderen. Bij de elektrische spoorbaan, de stoommachine en de chemiedoos is nu de mini-atoomreactor voor de jonge energievriend gekomen. Met wat technische handigheid en het navulpakket "Uranello" kan de kleine knutselaar al snel de stroom voor de elektrische gezinstandborstel opwekken…